# Soul Vaccination: Live
Soul Vaccination: Tower of Power Live er et live-album fra det amerikanske soul/funk-band Tower of Power udgivet i 1999. Albummet er optaget i Californien under deres verdensturné i 1998 og er produceret af Emilio Castillo.

## Sange
1. Soul With A Capital 'S'
2. I Like Your Style
3. Soul Vaccination
4. Down To The Night Club (Bump City)
5. Willin' To Learn
6. Souled Out
7. Diggin' On James Brown
8. To Say The Least You're The Most
9. You Strike My Main Nerve
10. Can't You See (You Doin' Me Wrong)
11. You Got To Funkifize
12. So Very Hard To Go
13. What Is Hip
14. You're Still A Young Man
15. So I Got To Groove
16. Way Down Low To The Ground

 Samtlige numre er skrevet af S. Kupka og E. Castillo (undtaget af To Say The Least You're The Most, som er skrevet af L. Williams og J. Watson). Desuden har N. Milo været medkomponist på nr. 2, D. Garibaldi på nr. 4 og 13, M. McClain på nr. 6, K. Kessie på nr. 7, L. Williams på nr. 9 og 10, A. Gordon på nr. 9 og H. Matthews på nr. 15.

## Personel
Liste over medvirkende på albummet.
- Brent Carter – Forsanger (undtaget 4, 7 og 11)
- Emilio Castillo – Tenorsaxofon, baggrundssanger, forsanger (nr. 4, 7 og 11)
- Stephen Kupka – Baritonsaxofon
- Norbert Stachel – 1. tenorsaxofon (alle tenorsaxofonsoloer)
- Jesse McGuire – 1. trompet (soloer på nr. 5 og 9), baggrundssanger, introducerer bandet
- Bill Churchville – Trompet (1. trompet på nr. 5, 10 og 11, solo på nr. 13), flygelhorn (solo på nr. 12), baggrundssanger
- Francis Rocco Prestia – El-bas
- David Garibaldi – Trommer
- Jeff Tamelier – Guitar, baggrundssanger, medforsanger (nr. 4)
- Nick Milo – Keyboard, baggrundssanger